# Thalheim bei Wels
Thalheim bei Wels osztrák mezőváros Felső-Ausztria Welsvidéki járásában. 2021 januárjában 5564 lakosa volt. 

## Elhelyezkedése

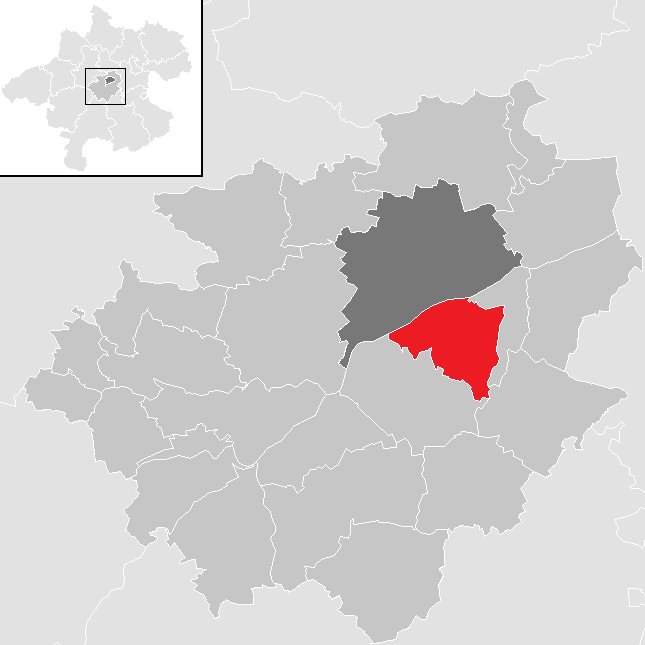
Thalheim bei Wels a Welsvidéki járásban

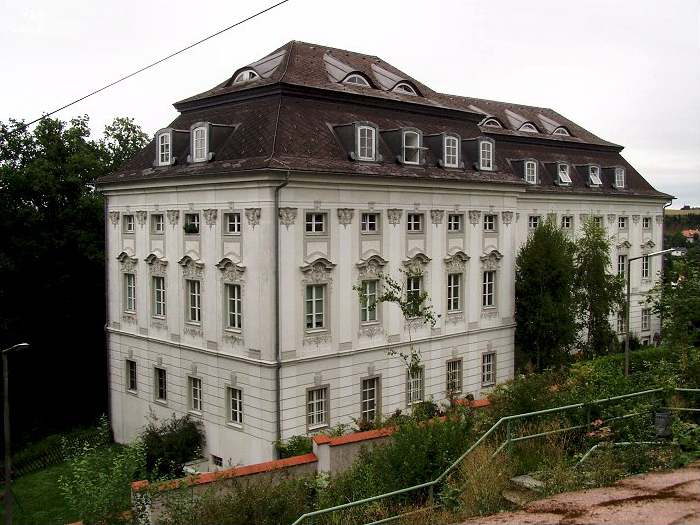
A trauneggi kastély

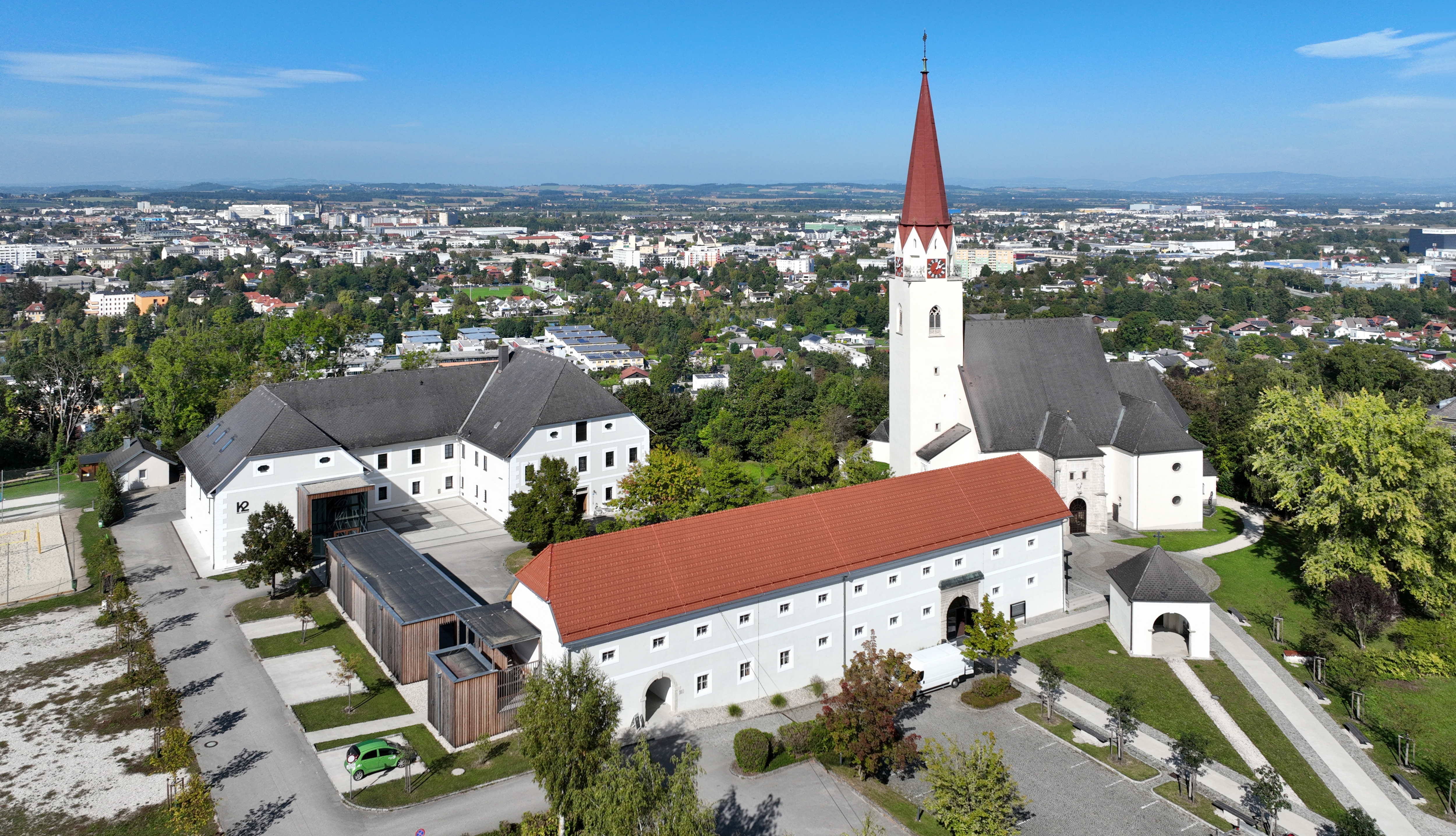
A Szt. István-plébániatemplom

Thalheim bei Wels a tartomány Hausruckviertel régiójában fekszik a Traun folyó jobb partján. Területének 12,4%-a erdő, 69,6% áll mezőgazdasági művelés alatt. Az önkormányzat 6 települést, illetve településrészt egyesít: Bergerndorf (147 lakos 2020-ban), Edtholz (129), Ottstorf (452), Schauersberg (390), Thalheim bei Wels (4361) és Unterschauersberg (51). 
A környező önkormányzatok: északra Wels, keletre Schleißheim, délkeletre Sipbachzell, délnyugatra Steinhaus.

## Története
Thalheimet először 927-ben említik. A középkorban a Traunon átvezető hídja miatt kereskedelme virágzott. Templomát 1070-ben szentelte fel a passaui püspök. Várát 1577-ben kastéllyá építették át. A reformáció során lakossága nagyrészt protestánssá vált, de a 17. században az ellenreformáció miatt rekatolizáltak. 1665-ben már saját iskolája volt. Az utolsó pestisjárvány 1713-ban sújtotta Thalheimet. 
Thalheim községi önkormányzata 1875-ben alakult meg. A régi, fából készült Traun-hidat 1899-ben elvitte az árvíz és 1901-ben vasszerkezettel cserélték fel. Miután a Német Birodalom 1938-ban annektálta Ausztriát, Thalheimet az Oberdonaui reichsgauba sorolták be és felmerült, hogy Wels városához csatolják, de a tervet a lakosság ellenállása miatt elvetették. A második világháború után visszakerült Felső-Ausztriához. 
Thalheim bei Wels 2000-ben kapott mezővárosi rangot. 

## Lakosság
A Thalheim bei Wels-i önkormányzat területén 2020 januárjában 5530 fő élt. A lakosságszám 1869 óta gyarapodó tendenciát mutat. 2018-ban az ittlakók 88,4%-a volt osztrák állampolgár; a külföldiek közül 2,8% a régi (2004 előtti), 4,7% az új EU-tagállamokból érkezett. 3% a volt Jugoszlávia (Szlovénia és Horvátország nélkül) vagy Törökország, 1,2% egyéb országok polgára volt. 2001-ben a lakosok 72,8%-a római katolikusnak, 8,6% evangélikusnak, 2,2% ortodoxnak, 4,2% mohamedánnak, 9,6% pedig felekezeten kívülinek vallotta magát. Ugyanekkor 24 magyar élt a mezővárosban; a legnagyobb nemzetiségi csoportokat a németeken (90%) kívül a horvátok (2,4%), a törökök (1,8%) és a szerbek (1,3%) alkották. 
A népesség változása:

| 2016 | 5 498 |
| 2018 | 5 482 |

## Látnivalók

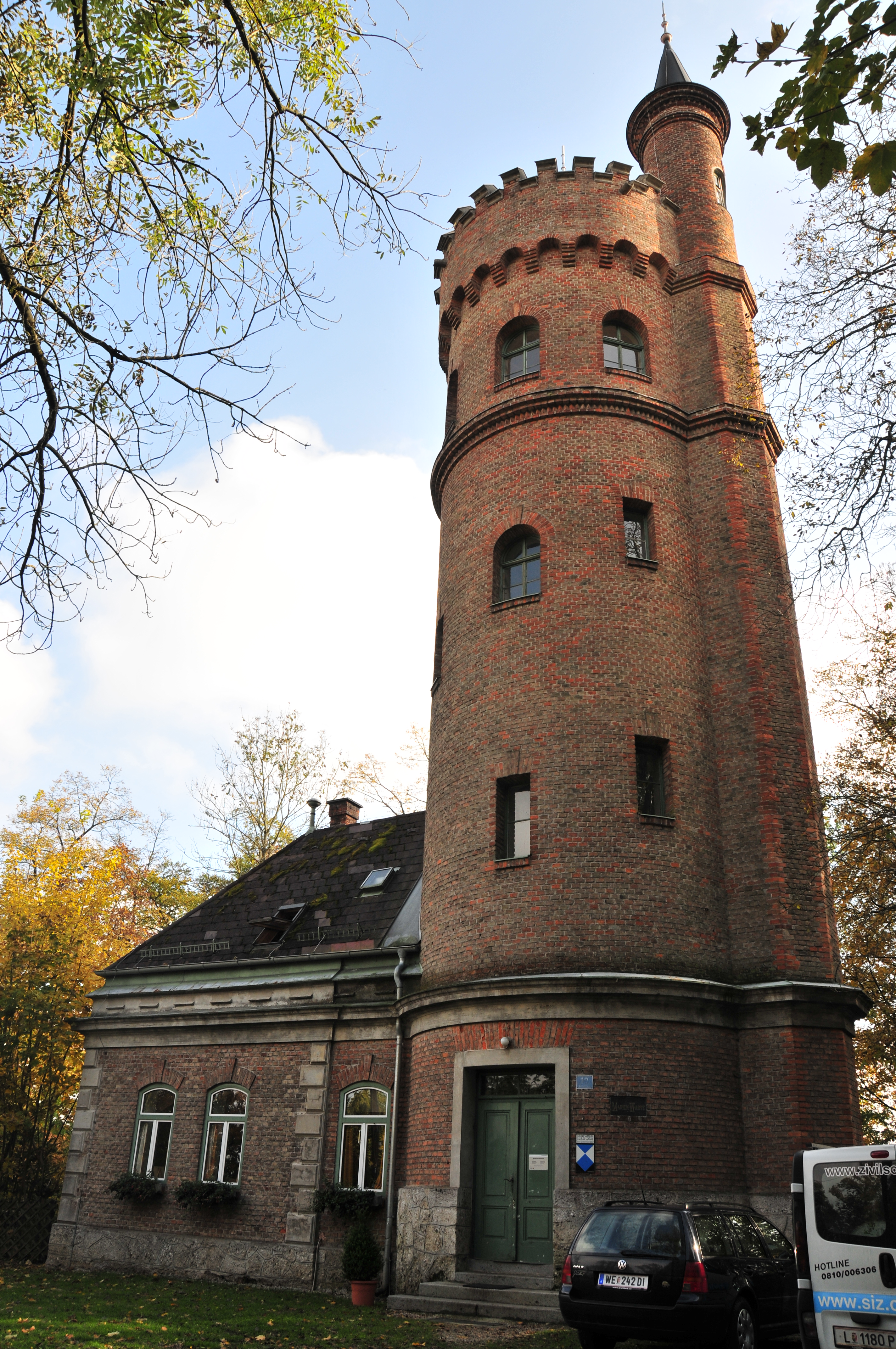
A Marienwarte

- a trauneggi kastély
- a Szt. István-plébániatemplom
- a Schauersbergi Mária-keytemplom
- a Szt. Egyed-templom
- a Marienwarte kilátó
- az aigeneggi kastély

## Fordítás
- Ez a szócikk részben vagy egészben  a   Thalheim bei Wels című német Wikipédia-szócikk ezen változatának fordításán alapul.  Az eredeti cikk szerkesztőit annak laptörténete sorolja fel. Ez a jelzés csupán a megfogalmazás eredetét és a szerzői jogokat jelzi, nem szolgál a cikkben szereplő információk forrásmegjelöléseként.